# Paumgartner-Altar
Der Paumgartner-Altar ist ein als Triptychon ausgeführter Flügelaltar von Albrecht Dürer. Das nach 1497 entstandene Gemälde befindet sich in der Alten Pinakothek in München.

## Entstehung und Bildmotiv
Albrecht Dürer hat das Bild nach 1503 für die Nürnberger Kaufmanns- und Patrizierfamilie Paumgartner gemalt. Gestiftet wurde er von den Brüdern Stephan Paumgartner (auf dem linken Flügel als Hl. Georg mit einem Drachen porträtiert) und Lukas Paumgartner (auf dem rechten als Hl. Eustachius). Auf der Mitteltafel ist eine typische Darstellung der Geburt Christi zu sehen. An ihrem unteren Rand sind als Stifterfiguren dargestellt: links der (verstorbene) Vater Martin Paumgartner, dahinter seine Söhne Lukas und Stephan und ein älterer bärtiger Mann, der den Stiefvater Hans Schönbach darstellen dürfte, den zweiten Ehemann der Mutter Barbara Paumgartner. Am rechten unteren Bildrand kniet rechts die Mutter Barbara, geborene Volckamer (mit Volckamer-Wappen), und vor ihr ihre Töchter Maria (unverheiratet, mit Paumgartner-Wappen) und Barbara (mit geviertem Wappen Paumgartner/Reich, da in erster Ehe mit Hans Reich verheiratet).
Auf den Außenseiten der Flügel ist eine Verkündigungsszene dargestellt, wobei nur noch die Madonna vorhanden ist. Das Monogramm von Dürer befindet sich am Stützbalken des Daches. Die Mitteltafel könnte einige Jahre vor den Flügeln, um 1502 oder kurz danach, gemalt worden sein. Der kleine Körper des Neugeborenen verschwindet beinah in einem Schwarm von Engelchen. Obwohl üblicherweise als Nachtszene dargestellt, ist die Anbetung nach der Geburt hier hell erleuchtet.
Der Altar wurde um 1614 an Kurfürst Maximilian von Bayern nach München verkauft. Da er dem damaligen ästhetischen Empfinden nicht entsprach, wurde der Altar umgearbeitet. Auf der Mitteltafel wurde die Stifterfamilie übermalt. Die Flügel wurden angestückt, also vergrößert. Die Ritter bekamen Helme und Pferde. Weiterhin erhielten die Flügel eine Landschaft im Hintergrund, um eine durchgehende Horizontlinie auf dem Altar zu erhalten. Anfang des letzten Jahrhunderts sind diese Änderungen wieder rückgängig gemacht worden.
Am 21. April 1988 übergoss Hans-Joachim Bohlmann den Paumgartner-Altar, die Beweinung Christi für Albrecht Glimm und die Mater Dolorosa mit Schwefelsäure, die sich bis in das Holz fraß, wodurch die Bilder zu 70 Prozent zerstört wurden. Der Paumgartner-Altar, der zum damaligen Zeitpunkt 40 Millionen US-Dollar wert war, verlor dadurch etwa 30 Prozent seines Wertes. Nach 21 Jahren Restaurierung wurden die Werke 2010 wieder ausgestellt.